# Жмигруд (полигон)
Жмигруд — железнодорожный испытательный полигон в Польше. Примыкает к станции Жмигруд. Кольцо введено в эксплуатацию в 1996 году. Находится в ведении Научно-технического центра железнодорожного транспорта (CNTK) в Варшаве.
Главный испытательный путь кольца имеет форму замкнутой петли общей длиной 7726 м, которая состоит из прямолинейных вставок и кривых с радиусами 600, 700, 800 и 900 м. 
Имеются также участки отстоя опытных поездов, вытяжные пути, треугольник для оборота составов.
Организовано движение тяжеловесных опытных поездов, состоящих из двух локомотивов и 65 вагонов массой 80 тонн. Скорость поезда 80—90 км/ч, максимальный суточный пробег — 1500 км. Это позволяет достичь годовой наработки 120—180 млн тонн.
Все пути кольца электрифицированы. Тяговая сеть главного испытательного и двух станционных приспособлена для работы с током постоянного напряжения 3 кВ и переменного 25 кВ частотой 50 Гц.